# Apáczai Csere János utca (Budapešť)
Apáczai Csere János utca je ulice v hlavním městě Maďarska, Budapešti. Leží v samotném středu města, v pátém obvodě. Spojuje náměstí Istvána Széchyiho s předmostím Alžbětina mostu v severojižním směru. Je dlouhá cca 560 metrů.

## Název
Ulice nese název podle maďarského encyklopedisty a polyglota Jánose Apáczai Csereho.

## Historie
Na historické mapě Budapešti z roku 1837, kdy značná část břehu nebyla ještě regulována, představovala tato ulice západní okraj části Pešti směrem k veletoku. Od ní již začínal dunajský břeh, kde nestála žádná souvislá zástavba. Přesunutí břežní čáry a výstavba nového nábřeží proběhla někdy v 50. a 60. letech 19. století, čímž vznikla regulérní městská ulice. Ta nesla náezv teprve podle Marie Valérie a zastavěna byla i ze západní strany teprve až v 70. letech 19. století. Současný název podle maďarského encyklopedisty má od konce druhé světové války.

## Doprava
Jedná se částečně od jednosměrnou městskou ulici.

## Významné objekty
- Szemerérdyház[1]

- InterContinental Budapest
- Státní kontrolní úřad
- Vigadó tér
- Socha Williama Shakespeara
- hotel Mariott
- katedrála Nanebevstoupení Panny Marie.